# Synallactes triradiata
Synallactes triradiata is een zeekomkommer uit de familie Synallactidae.
De wetenschappelijke naam van de soort werd in 1912 gepubliceerd door K. Mitsukuri.